# Údolí Kunratického potoka
Údolí Kunratického potoka je přírodní památka v Praze, které je součástí Kunraticko-michelského lesa v pražských částech Kunratice a Michle. Důvodem ochrany je meandrující tok Kunratického potoka v lesních porostech přirozené skladby, soubor polopřirozených lesních společenstev a pozůstatků xerotermních stepí v členitém okolí Kunratického potoka a geologický profil prvohorního ordoviku.
V této lokalitě se vyskytují jak běžné druhy živočichů, tak i ochranářsky významné druhy, např.: nosatec Acalles echinatus, strakapoud prostřední, datel černý a žluna šedá. Stejně tak i u rostlin jsou zde běžné druhy, ale i ochranářsky významné, např.: bělozářka liliovitá, koniklec luční český, kruštík širolistý pravý, křivatec český pravý a třemdava bílá. Lokalita je známa uměle vysazeným stádem muflonů, které můžeme potkat přímo v areálu Thomayerovy nemocnice.
Na území této přírodní památky se koná každý rok v listopadu přespolní běžecký závod Velká kunratická. Turisticky významná je zřícenina Nového Hradu, který si nechal postavit král Václav IV. stavitelem Křížem v letech 1410–1412. V této lokalitě je mnoho turistických tras a cyklotras, vede zde i naučná stezka s lesnickou tematikou. K odpočinku láká mnoho laviček a několik altánů, děti mohou využít několik dětských hřišť.

## Lokalita
Přírodní památka (PP) Údolí Kunratického potoka se nachází na jihovýchodním okraji hlavního města Prahy v Kunraticích v nadmořské výšce 220–300 m n. m. PP Údolí Kunratického lesa je součástí Kunraticko-Michelského lesa (lidově zvaného Krčský les). Celková rozloha Kunraticko-Michelského lesa je přibližně 300 hektarů, z toho 151,99 hektarů tvoří PP Údolí Kunratického potoka. Tato přírodní památka se táhne od Labutího rybníka podél toku potoka až k Mlýnskému rybníku v Kunraticích. Zahrnuje údolní nivu a přilehlé pravostranné svahy (patří sem lesní porosty mezi Horními Roztyly, rybníkem Labuť, Novým Hradem a Kunratickým mlýnem), část území je součástí areálu krčské nemocnice (Thomayerova nemocnice).

### Kunratický potok

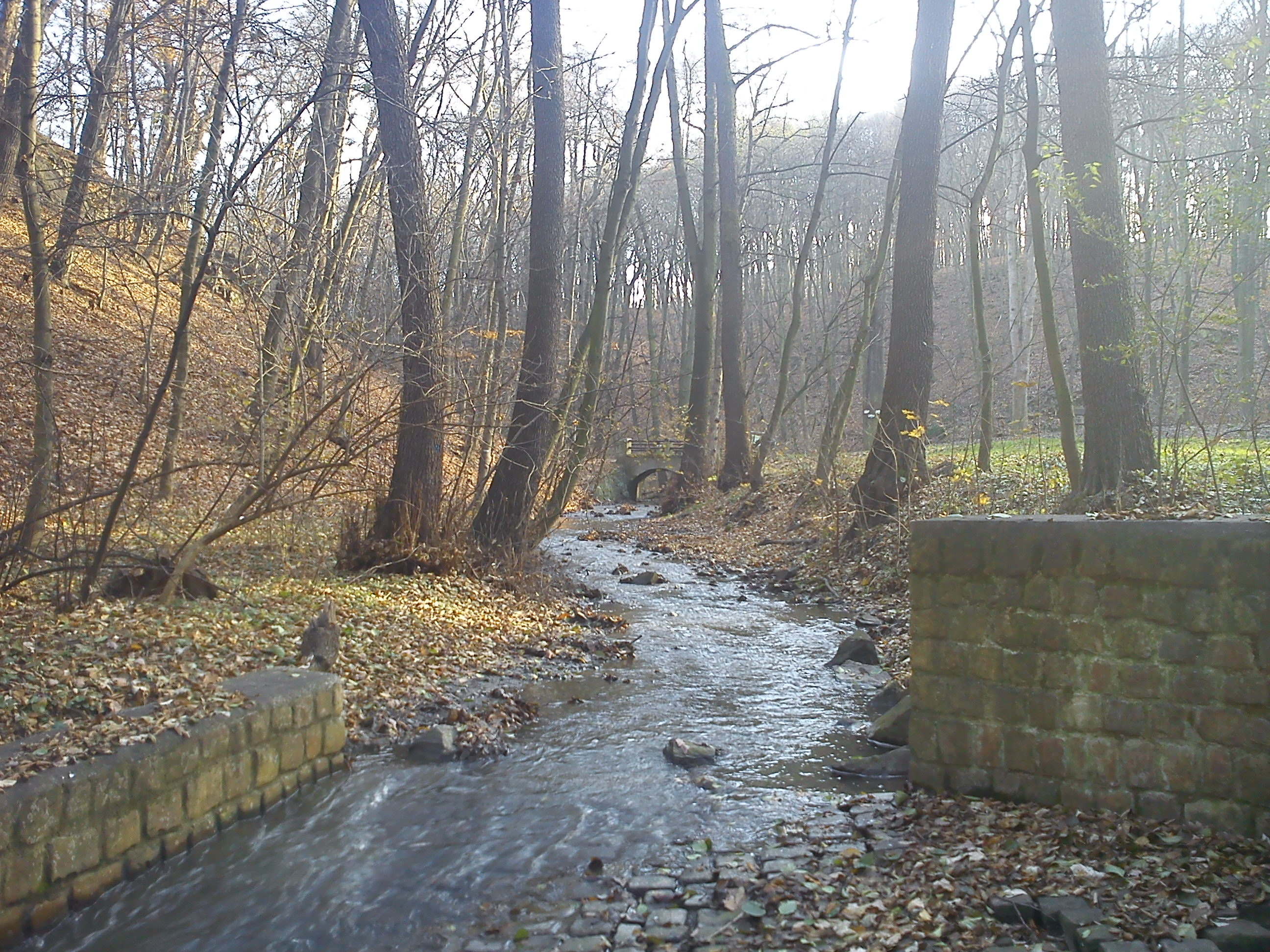
Kunratický potok

Kunratický potok pramení na jihovýchodním okraji Prahy u obce Vestec. V Braníku před Barrandovským mostem se vlévá do Vltavy. Hlavní přítoky Kunratického potoka tvoří Olšanský potok, Vackovský potok a Roztylský potok. Na toku Kunratického potoka se nachází několik rybníků: Šeberák, Hornomlýnský rybník, Dolnomlýnský rybník, Pivovarský rybník (Roztylský potok, před soutokem), Sýkorka, Zámecký rybník, Statkový rybník, rybník v Thomayerově nemocnici a restaurace Labuť. Délka jeho toku je 11 km a velikost povodí 31,6 km².

## Historie

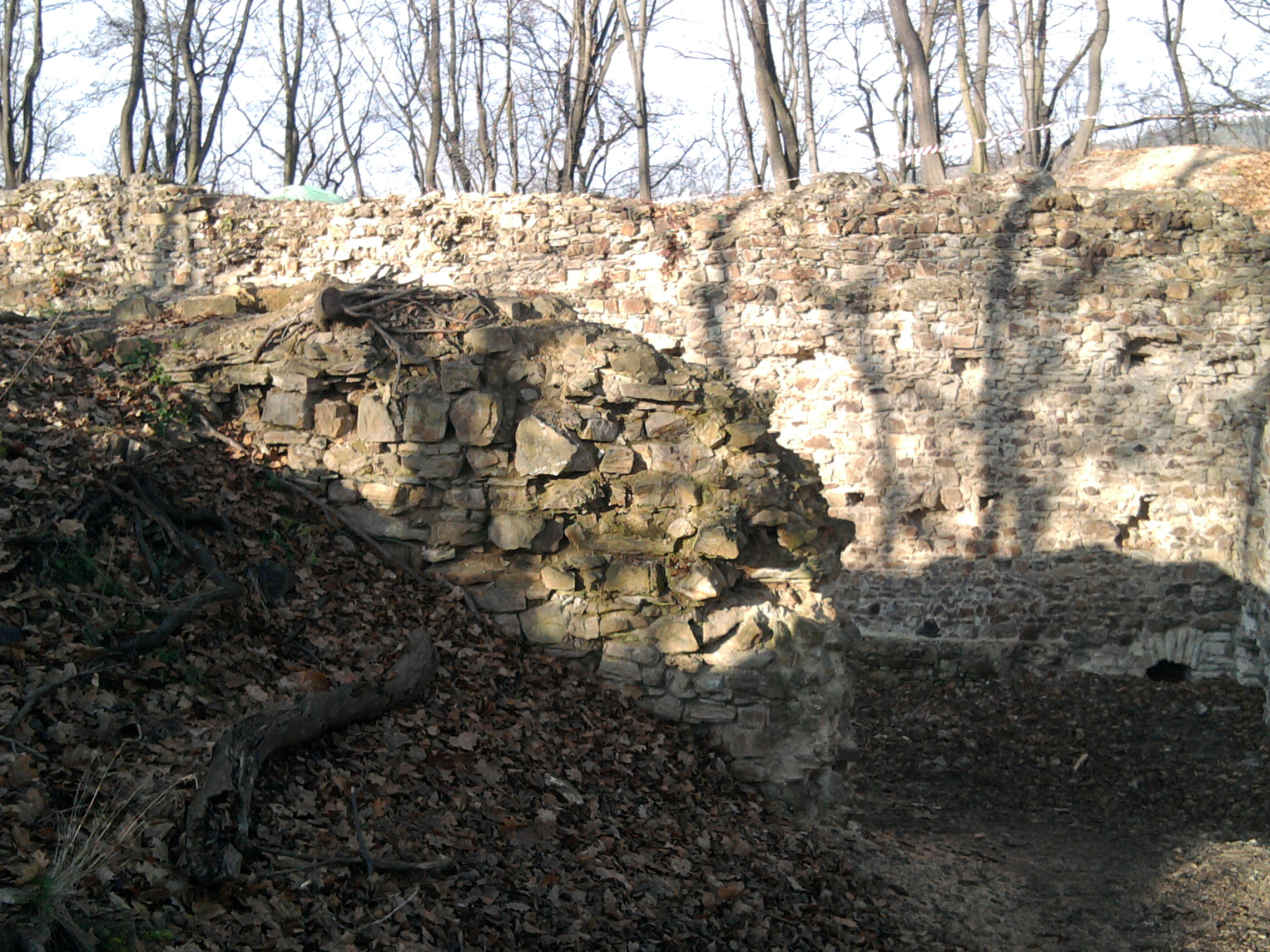
Zřícenina Nového hradu

PP Údolí Kunratického potoka byla vyhlášena v roce 1988. Téměř celý les se nachází na historickém území, které je spojeno s králem Václavem IV. Václav IV. koupil les roku 1407 od zadlužených Olbramoviců, aby zde pobýval v přírodě a vyjížděl na lovy, nechal si zde proto vybudovat hrad. Střední část lesa koupilo hlavní město Praha v roce 1923 a v roce 1928 byl městu darován kus lesa okolo Nového Hradu. V roce 1947 byla zkonfiskována Korbům z Weidenheimu celá jižní část Kunratického lesa. Severní část lesa patřila od 15. století Univerzitě Karlově, na město Prahu byla převedena až v roce 1963. Jen část lesa, která se nachází u Chodova, byla zalesněna až po 2. světové válce na původně zemědělských půdách, zbytek území byl historicky zalesněn. Z počátku 20. století také pocházejí rozsáhlé smrkové monokultury.

## Přírodní poměry

### Geologie

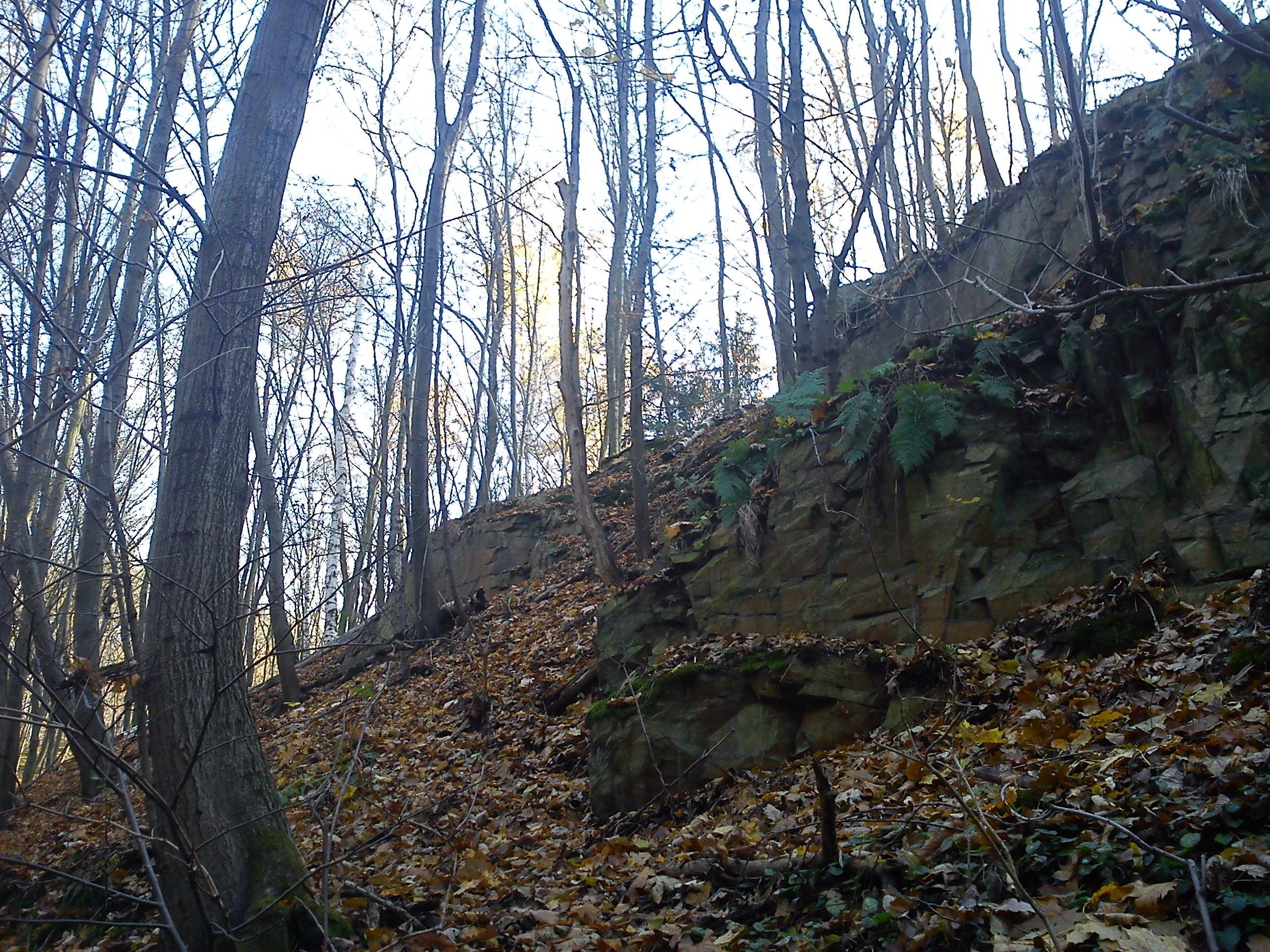
Břidlicová skála

Přírodní památka Údolí Kunratického potoka je charakteristická mírně zvlněným reliéfem, který je rozčleněn díky erozní činnosti Kunratického potoka. Podloží je tvořeno břidlicemi a prachovci štěchovické skupiny svrchního proterozoika, které přecházejí ve spodně paleozoické ordovické sedimenty. Tato přírodní památka představuje na území pražské pánve jeden z nejúplnějších a dobře přístupných profilů celým spodním ordovikem od tremadoku (pískovce třenické) až po beroun (břidlice letenského souvrství). Tyto horniny jsou v některých místech překryty jednak kvartérními holocenními nivními splachovými sedimenty (hlinité, písčité a úlomkovité), jednak kvartérními holocenními a pleistocenními deluviálními sedimenty (hlinité, písčité a kamenité). V jižní části území této přírodní památky se na povrchu vyskytují nejstarší vrstvy a směrem k severu se nachází stále mladší překryvy. Jižní a západní svahy údolí tvoří drobné úlomky ordovických břidlic.

### Flora

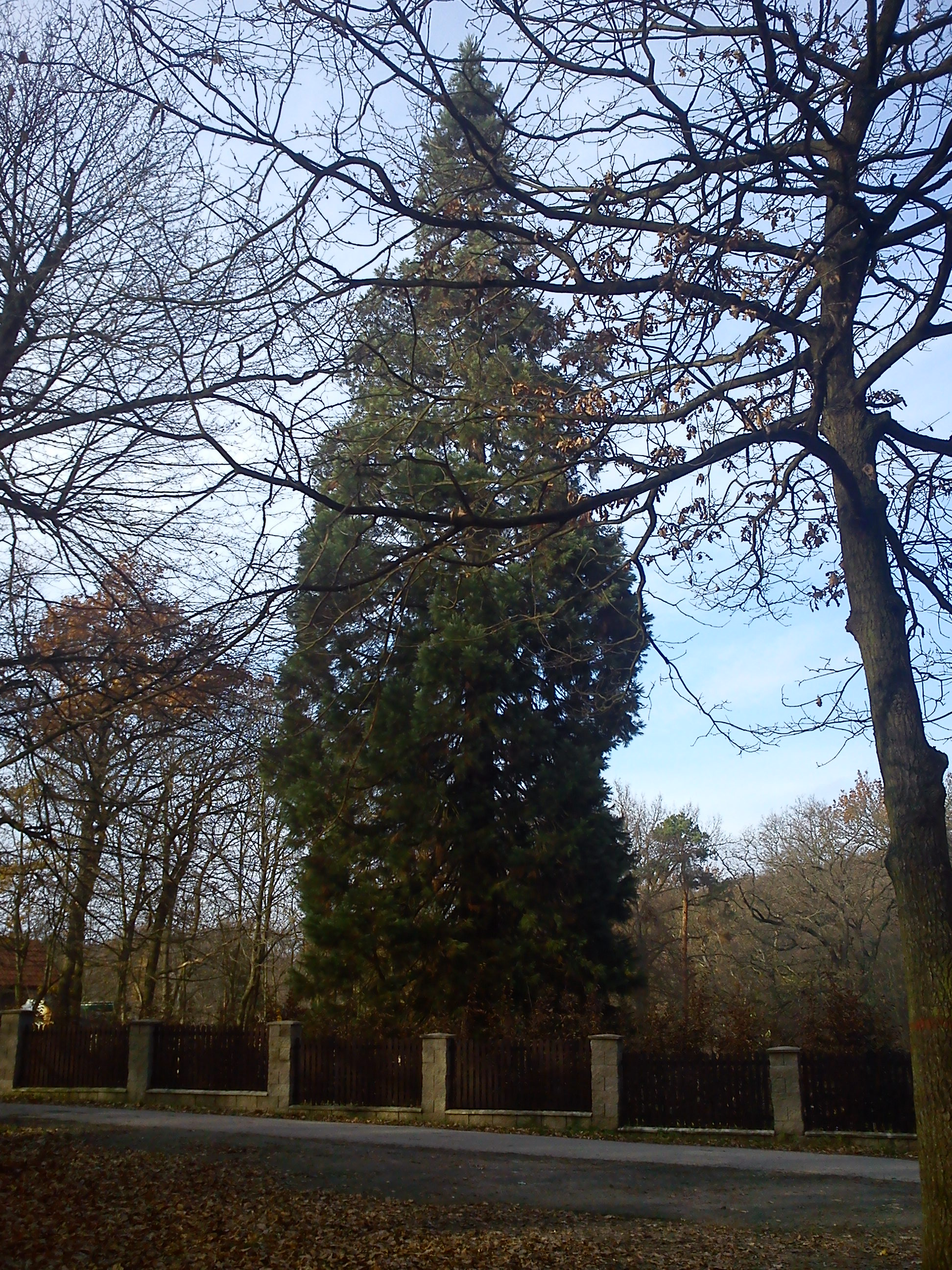
Sekvojovec obrovský (Sequoiadendron giganteum)

Podél meandrujícího Kunratického potoka je květena z celého území nejpestřejší. Potok je lemován porosty střemchové jaseniny a ptačincové olšiny. Na horních hranách jižních svahů rostou teplomilné tolitové doubravy, přičemž na ojedinělé sprašové návěji se nachází velmi zajímavé společenstvo s třemdavou bílou (Dictamnus albus) a kamejkou modronachovou (Lithospermum purpurocaeruleum), bělozářkou liliovitou (Anthericum liliago), tolitou lékařskou (Vincetoxicum hirundinaria), válečkou prapořitou (Brachypodium pinnatum), šalvějí luční (Salvia pratensis), ostřicí nízkou (Carex humilis) a růží galskou (Rosa gallica). Severní svahy, které jsou vlhčí a bohatší na živiny, hostí výrazně pestřejší směs dřevin – javory (Acer), např. javor babyka (Acer campestre), jasan ztepilý (Fraxinus excelsior), lípy (Tilia), habr obecný (Carpinus betulus). Roste zde také houba hvězdák vláhojevný (Astraeus hygrometricus). 
Dále zde můžeme nalézt zplanělý tis červený (Taxus baccata), nepůvodní jírovec maďal (Aesculus hippocastanum), vysazenou metasekvoji čínskou (Metasequoia glyptostroboides), několik trsů ostřice trsnaté (Carex cespitosa) nebo dva exempláře sekvojovce obrovského (Sequoiadendron giganteum). Botanicky velmi cenné jsou prosluněné skalky na několika místech na svazích nad Kunratickým potokem, v jarních měsících zde můžeme nalézt např. bělozářku větevnatou (Anthericum ramosum). Na jaře zde nalezneme dva druhy sasanek: sasanku hajní (Anemone nemorosa) a sasanku pryskyřníkovitou (Anemone ranunculoides), orsej jarní (Ficaria verna subsp. bulbifera), křivatec žlutý (Gagea lutea), podbílek šupinatý (Lathraea squamaria), dymnivku dutou (Corydalis cava) i vzácnější dymnivku bobovitou (Corydalis intermedia), méně často plicník tmavý (Pulmonaria obscura) či kopytník evropský (Asarum europaeum), které později nahradí pomněnky (Myosotis) nebo kostivaly (Symphytum). Místy můžeme nalézt i koberce ptačince velkokvětého (Stellaria holostea) a pitulníku postříbřeného (Galeobdolon argentatum). V pozdním jaru rozkvétá bršlice kozí noha (Aegopodium podagraria) a plevelná netýkavka malokvětá (Impatiens parviflora), které dokáží vzdorovat pouze nezdolné kopřivy. Na svazích se nachází kyselé doubravy, charakterizované hojným výskytem lipnice hajní (Poa nemoralis) a biky bělavé (Luzula luzuloides), občasným keříkem vřesu obecného (Calluna vulgaris) nebo ostřice kulkonosné (Carex pilulifera). Z různých typů doubrav jsou zvláště zajímavé tolitové doubravy na hranách svahů s tolitou lékařskou (Vincetoxicum hirundinaria), smolničkou obecnou (Lychnis viscaria), zvonkem broskvolistým (Campanula persicifolia), kokoříkem vonným (Polygonatum odoratum), silenkou nicí (Silene nutans), bělozářkou větevnatou (Anthericum ramosum) a místy hojnou bělozářkou liliovitou (Anthericum liliago). Přehlédnout také nelze zakrslé pokroucené duby v okolí.
Botanicky cenné jsou xerotermní skalky vyskytující se na několika místech na svazích nad Kunratickým potokem. Významná je vegetace skalních výchozů v nejvýchodnějším výběžku území nad Dolnomlýnským rybníkem, kde se nachází koniklec luční český (Pulsatilla pratensis subsp. bohemica), bělozářka liliovitá (Anthericum liliago), vzácný jestřábník (Hieracium) a křivatec český (Gagea bohemica). Z hub můžeme na svazích nalézt velmi vzácný hřib bronzový (Boletus aereus) a mnoho dalších běžných druhů hub.
Další druhy rostlin v Přírodní památce Údolí Kunratického potoka jsou například javor klen (Acer pseudoplatanus), javor mléč (Acer platanoides), pižmovka mošusová (Adoxa moschatellina), česnáček lékařský (Alliaria petiolata), česnek medvědí (Allium ursinum), olše lepkavá (Alnus glutinosa), sleziník severní (Asplenium septentrionale), bříza bělokorá (Betula pendula), válečka lesní (Brachypodium sylvaticum), zvonek řepkovitý (Campanula rapunculoides), zvonek okrouhlolistý (Campanula rotundifolia), kokoška pastuší tobolka (Capsella bursa-pastoris), hloh ostrotrnný (Crataegus oxyacantha), ostřice jarní (Carex caryophyllea), ostřice bledavá (Carex pallescens), ostřice kulkonosná (Carex pilulifera), svída krvavá (Cornus sanguinea), líska obecná (Corylus avellana), skalník celokrajný (Cotoneaster integerrimus), metlička křivolaká (Deschampsia flexuosa), třemdava bílá (Dictamnus albus), osívka jarní (Erophila verna), brslen evropský (Euonymus europaea), kostřava obrovská (Festuca gigantea), kostřava ovčí (Festuca ovina), orsej jarní hlíznatý (Ficaria verna subsp. Bulbifera), jasan ztepilý (Fraxinus excelsior), křivatec žlutý (Gagea lutea), svízel lesní (Galium sylvaticum), pitulník žlutý (Galeobdolon luteum), kuklík městský (Geum urbanum), jaterník podléška (Hepatica nobilis), jestřábník chlupáček (Hieracium pilosella), medyněk měkký (Holcus mollis), třezalka horská (Hypericum montanum), mokrýš střídavolistý (Chrysosplenium alternifolium), netýkavka malokvětá (Impatiens parviflora), ořešák královský (Juglans regia), sítina rozkladitá (Juncus effusus), sítina tenká (Juncus tenuis), zákula japonská (Kerria japonica), hluchavka skvrnitá (Lamium maculatum), modřín opadavý (Larix decidua), ptačí zob obecný (Ligustrum vulgare), bika ladní (Luzula campestris), bika bělavá (Luzula luzuloides), mahónie cesmínolistá (Mahonia aquifolium), pstroček dvoulistý (Maianthemum bifolium), černýš hajní (Melampyrum nemorosum), bažanka vytrvalá (Mercurialis perennis), zvonečník klasnatý (Phyteuma spicatum), smrk ztepilý (Picea abies), borovice lesní (sosna) (Pinus sylvestris), lipnice úzkolistá (Poa angustifolia), osladič obecný (Polypodium vulgare), střemcha obecná (Prunus padus), trnka obecná (Prunus spinosa), plicník tmavý (Pulmonaria obscura),dub zimní (Quercus petraea), dub letní (křemelák) (Quercus robur), dub červený (Quercus rubra), orsej jarní (Ranunculus ficaria), pryskyřník kosmatý (Ranunculus lanuginosus), Rybíz alpínský (Ribes alpinum), růže šípková (Rosa canina), bez černý (Sambucus nigra), rozchodník ostrý (Sedum acre), jeřáb ptačí (Sorbus aucuparia), čistec lesní (Stachys sylvatica), pámelník bílý (Symphoricarpos albus), lípa srdčitá (Tilia cordata), podběl lékařský (Tussilago farfara), jilm drsný (Ulmus glabra), jilm vaz (Ulmus laevis), kopřiva dvoudomá (Urtica dioica), rozrazil laločnatý (Veronica sublobata), barvínek menší (Vinca minor), tolita lékařská (Vincetoxicum hirundinaria), violka vonná (Viola odorata), jmelí bílé (Viscum album).

#### Vzácné druhy
Mezi vzácné druhy, které můžeme nalézt na tomto území patří: bělozářka liliovitá (Anthericum liliago) C3, bělozářka větevnatá (Anthericum ramosu) C4a, koniklec luční český (Pulsatilla pratensis subsp. Bohemika) C2, kruštík širolistý pravý (Epipactis helleborine subsp. Helleborine) C4a, křivatec český pravý (Gagea bohemica subsp. Bohemika) C2 a třemdava bílá (Dictamnus Albus) C3.

### Fauna

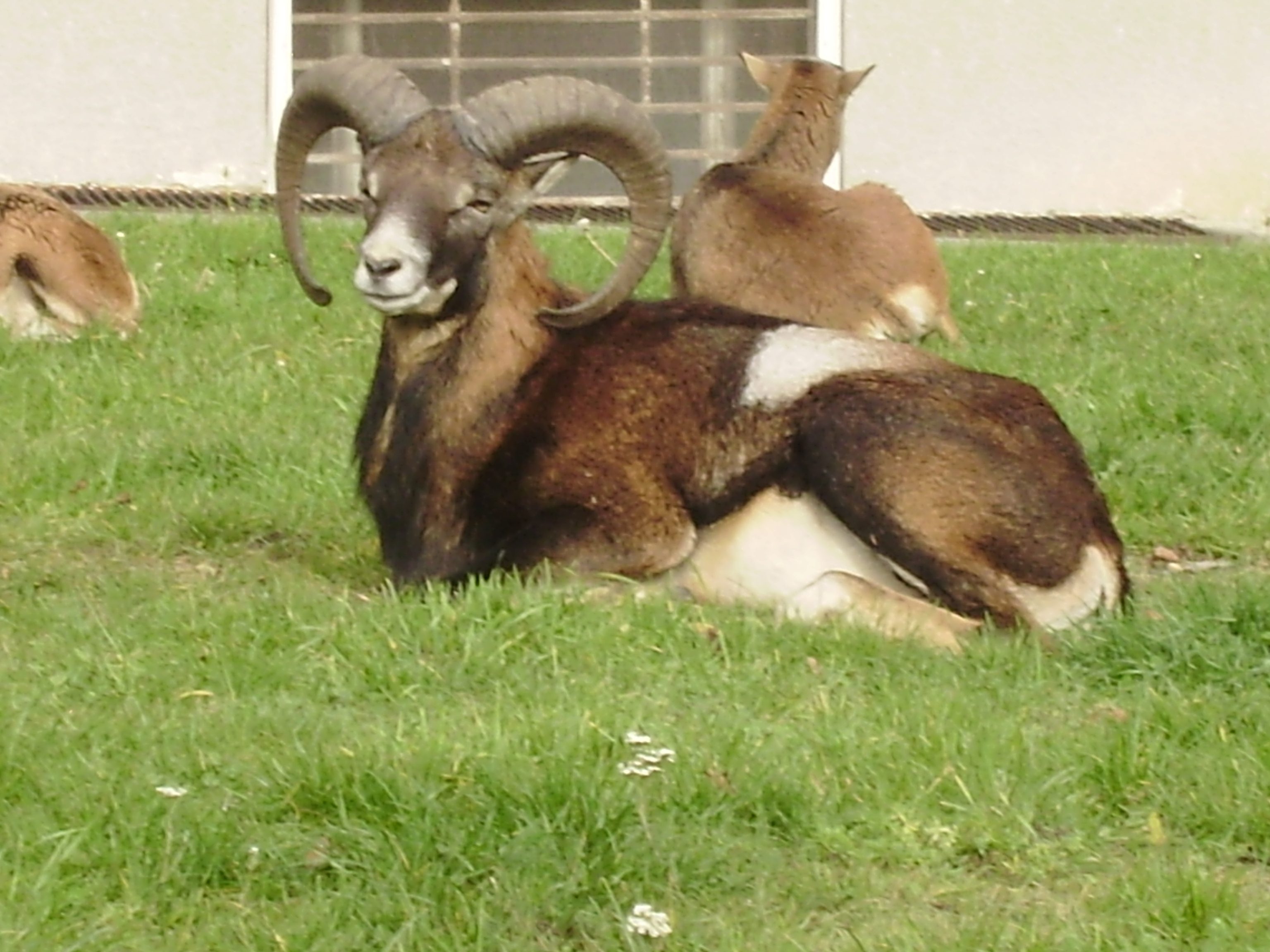
Samec muflona (Ovis musimon) se samicemi

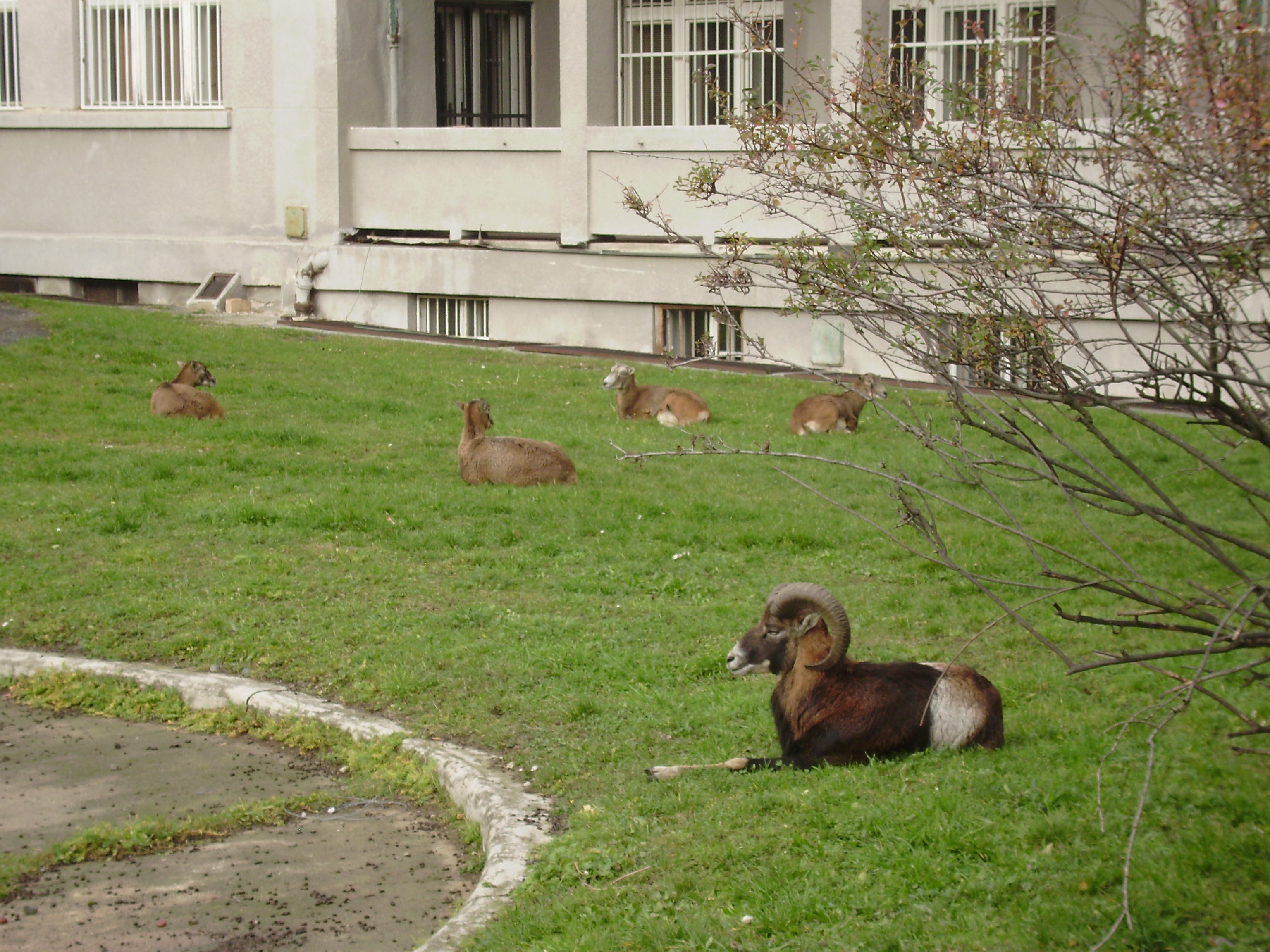
Samec muflona (Ovis musimon) se svým stádem

Na území Kunratického potoka se nachází tři výrazně odlišné typy stanovišť s pro ně charakteristickými druhy. V nivě Kunratického potoka (pobřežní pás, mokřadní louky) se z brouků vyskytují nosatcovití (Curculionidae) např.: Dorytomus dejeani, Notaris maerkeli a na olších Curculio betulae, na dubech Curculio venosus či Coeliodes siculus, na jeřábu Magdalis barbicornis, na jilmech Anthonomus ulmi, na borovici lesní Pissodes piniphilus; nebo střevlíkovití Carabidae např. střevlíček rákosní (Odacantha melanura), Dromius schneideri, Europhilus gracilis; mandelinka (Chrysolina staphylea) a dřepčíci Phyllotreta tetrastigma a Hippuriphila modeeri. Můžeme zde nalézt až 44 druhů tesaříků. Na skalkách (Kunratické skalky) xerotermní stanoviště, žijí z nosatcovitých např. Apion rubiginosum a Rhinoncus castor, z čeledi Colydiidae velmi vzácný Orthocerus crassicornis. V nivě Kunratického potoka žije plž Clausilia pumila. Na březích potoka můžeme nalézt vzácného pavouka plachetnatku (Linyphia). Dále se zde vyskytuje z bezkřídlých Acalles echinatus.
Z motýlů je zde zaevidováno celkem 897 druhů, můžeme najít např. pouzdrovníčka olšového (Coleophora fuscedinella), batolce červeného (Apatura ilia), nesytku dubovou (Synanthedon conopiformis), vzpřímenku habrovou (Parornix carpinella), třásníčka bílého (Opostega salaciella) nebo kropenatce vřesového (Pachycnemia hippocastanaria).
Z ptáků se zde vyskytuje např.: budníček lesní (Phylloscopus sibilatrix), konipas horský (Motacilla cinerea), sedmihlásek hajní (Hippolais icterina), strakapoud prostřední (Dendrocopos medius), žluna zelená (Picus viridis), žluna šedá (Picus canus), ale i datel černý (Dryocopus martius) a několik druhů sov. V údolí potoka se vyskytují na jednom z mála míst v Praze hrabošík podzemní (Microtus subterraneus), v bylinné vegetaci podmáčených luk žije myška drobná (Micromys minutus). Doupné stromy poskytují útočiště letním koloniím netopýrů (Microchiroptera). Dále se zde vyskytuje jezevec lesní (Meles meles) a veverka obecná (Sciurus vulgaris). Na území Kunratického lesa můžeme potkat i stádo muflonů (Ovis musimon), které bylo uměle vypuštěno do oblasti v 70. letech 20. století. Počet kusů v roce 2008 byl odhadován na 37 až 50. Každoročně se jejich počet zvyšuje, proto dochází každou zimu k odstřelu přibližně 15-20 kusů. Cílem je snížit počet jedinců ve stádu na přibližně 20 kusů, protože mufloni značně poškozují bylinná společenstva na svazích a skalních výchozech. Na území této přírodní památky byla vypuštěna i srnčí zvěř, tím došlo k obnovení původního stavu, jelikož po 2. světové válce byla vysoká zvěř v areálu lesa vystřílena.

#### Vzácné druhy
Na tomto území můžeme nalézt několik vzácných druhů: nosatce – Acalles echinatus, Notaris maerkeli; Orthocerus crassicornis, strakapouda prostředního (Dendrocopos medius), datla černého (Dryocopus Martius) a žlunu šedou (Picus canus).

## Ochrana přírody
Předmětem ochrany je meandrující tok Kunratického potoka v lesních porostech přirozené skladby. Dalším důvodem ochrany je soubor polopřirozených lesních společenstev a pozůstatků xerotermních stepí v členitém okolí Kunratického potoka a geologický profil prvohorního ordoviku. Nachází se zde i několik ochranářsky významných společenstev: Luzulo albidae-Quercetum (acidofilní doubrava na jižních a západních svazích), Pruno-Fraxinetum (střemchová jasenina v nivě potoka), Cynancho-Quercetum (xerotermní doubravy, zejména na jižních svazích v okolí skalních výchozů), Aceri-Carpinetum (suťový les na suťových svazích), Stellario-Alnetum glutinosae (olšina v nivě potoka), Carici acutiformis-Alnetum (olšina v nivě potoka).

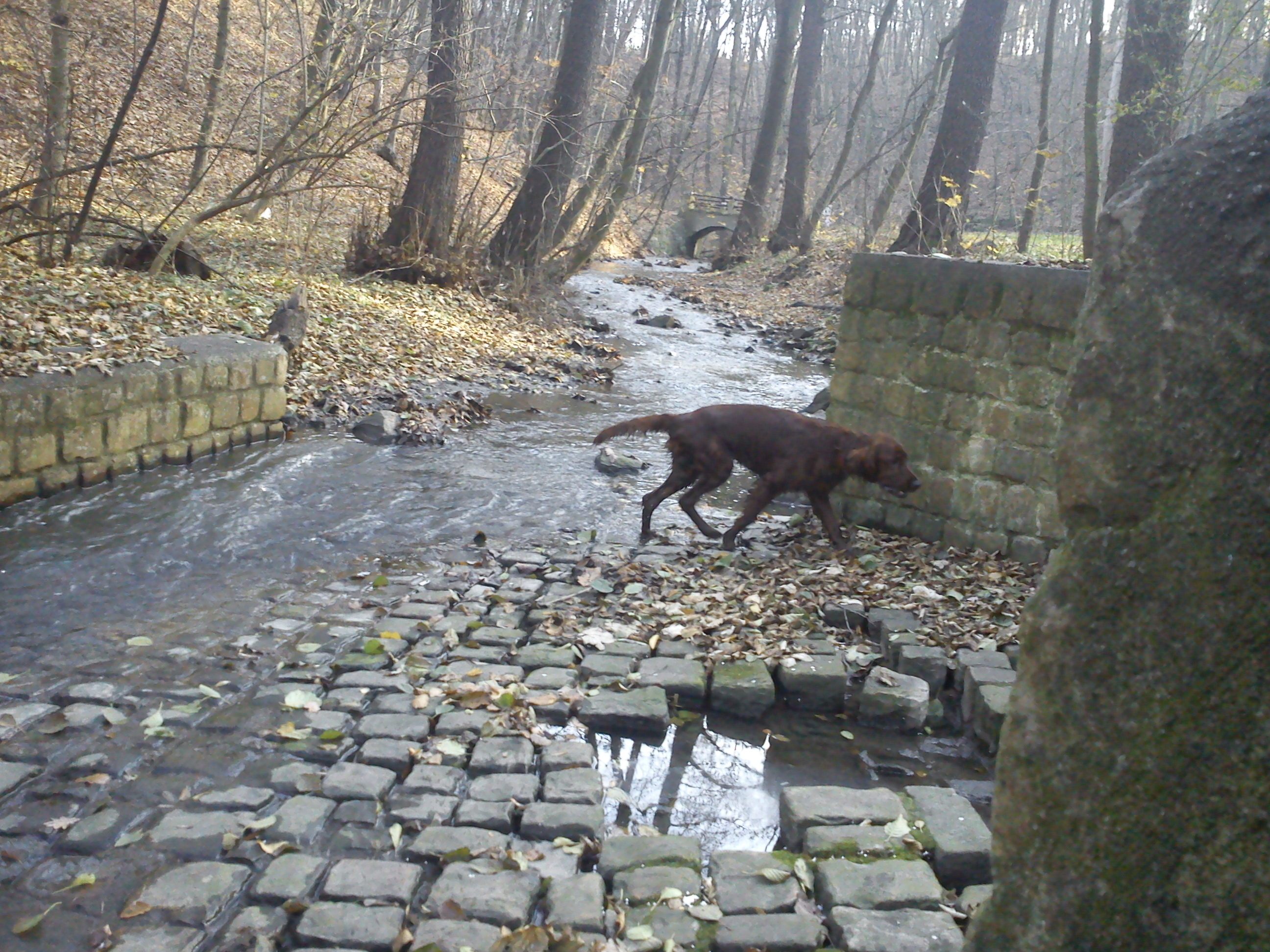
Volně puštěný pes v Kunratickém potoce

### Plán péče
Kunratický les a s ním i Přírodní památka Údolí Kunratického potoka je obhospodařován podle zásad trvale udržitelného hospodaření v lesích hl. m. Prahy. Od května 2007 je držitelem mezinárodního, ekologicky velmi přísného lesnického certifikátu Forest Stewardship Council (FSC), který směřuje hospodaření v lesích k dosažení přírodě blízkých lesních porostů. Sídla Správy lesního hospodářství jsou hájenka a několik objektů v okolí. Snahou správce lesa je dosáhnout toho, aby se zastoupení dřevin co nejvíce blížilo původnímu přirozenému složení porostů.

### Problémy

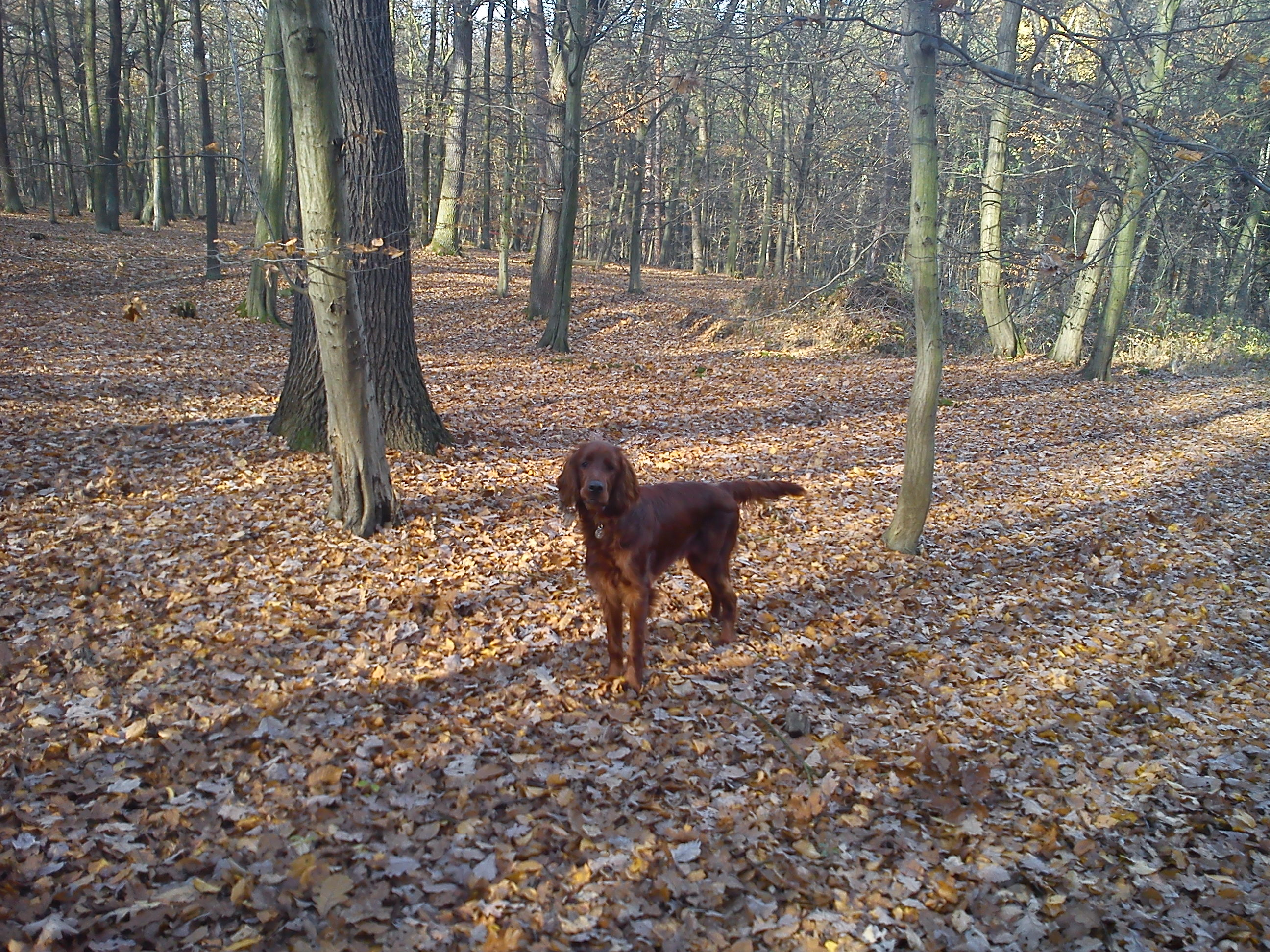
Volně puštěný pes v PP Údolí Kunratického potoka

Problémem spojeným s nadměrnou návštěvností je devastace krajiny lidmi (vandalismus, sešlap půdy, poškozování mladých částí rostlin, rušení zvěře, ale také odhazování odpadků a jízda cyklistů mimo cesty). To má za následek vznik nežádoucí eroze. Takto působí rovněž uměle vysazení mufloni. Vlivem pouštění psů na volno dochází k plašení zvěře a některým druhům vodního ptactva a ptactva hnízdícího v blízkosti vody je znemožněno hnízdění. Dalším problémem jsou bezdomovci, kteří mají přístřešky ve svahu nad Thomayerovou nemocnicí, obklopené obrovským množstvím odpadků. Vlivem zástavby, která se nachází v blízkosti PP, je zde problém i s imisemi. Nepříznivé vlivy prostředí mají negativní dopad na stav porostů. Problémem je také znečištění Kunratického potoka odpadními vodami. Běžecký přespolní závod Velká kunratická je dalším z problémů. V současnosti už je však počet závodníků omezen, aby nedocházelo k tak velké devastaci lesa.

## Turismus
Údolí leží uprostřed husté zástavby, což má za následek vysokou návštěvnost. Nejen podél Kunratického potoka vede několik značených turistických tras a cyklotras, je zde vedena i naučná stezka s lesnickou tematikou. Nachází se zde i několik dětských hřišť, a altánů. Turisticky významným místem je i zřícenina gotického hradu Nový hrad, který si nechal postavit v letech 1410–1412 král Václav IV. stavitelem Křížem. Král Václav IV. zde v roce 1419 zemřel. Turisticky významný je i běžecký přespolní závod Velká kunratická, který se koná vždy v listopadu. Závod se koná v jihovýchodní části Kunratického lesa, trasa je dlouhá 3100 m (muži) a 1330 m (ženy). Nyní se tohoto závodu účastní kolem 3000 běžců.